# هرمان بورجر
هرمان بورجر (بالألمانية: Hermann Burger). هو كاتب سويسري ألماني. ولد عام 1942 في أراجاو، وتوفي 1989 في برونسج. درس بورجر الهندسة المعمارية وفيما بعد الأدب الألماني في زيورخ. وكتب رسالة الدكتوراة عن باول سيلان وأبحاثاً عن الأدب السويسري المعاصر. وعمل ناقداً أدبياً ومحرراً في الصحف وكاتباً في زيورخ. ومات منتحراً في عام 1989.

## أعماله
- شلتن «Schilten» (رواية 1976).
- ديابيللي «Diabelli» (قصص 1980).
- قصائد رعوية من كيرشبرج «Kirchberger Idyllen» (قصائد 1980).
- الأم الصناعية (رواية 1982).
- الاكتمال البطيء للفكرة أثناء الكتابة «Die allmähliche Verfertigung der Idee beim» (محاضرات 1986).
- بلانكنبورج «Blankenburg» (قصص 1986).
- تراكتاتوس لوجيكو سوسيداليس عن قتل النفس «Tractatus Logico-suicidalis. Über die Selbsttötung»

## روابط خارجية
- هرمان بورجر على موقع IMDb (الإنجليزية)
- هرمان بورجر على موقع مونزينجر (الألمانية)
- هرمان بورجر على موقع ديسكوغز (الإنجليزية)